# Cliffortia aculeata
Cliffortia aculeata är en rosväxtart som beskrevs av August Henning Weimarck. Cliffortia aculeata ingår i släktet Cliffortia och familjen rosväxter. Inga underarter finns listade i Catalogue of Life.